# Nurmijärvi
Nurmijärvi [ˈnurmijærvi] ist eine Gemeinde im Süden Finnlands. Sie liegt etwa auf halber Strecke zwischen Helsinki (37 km) und Riihimäki an der Europastraße 12. Wegen der Lage in der Region Helsinki, nahe der finnischen Hauptstadt, ist Nurmijärvi in den letzten Jahren schnell angewachsen und ist heute, gemessen an der Einwohnerzahl, die größte Landgemeinde Finnlands. Die Fläche liegt bei 367,32 km², wovon 4,83 km² aus Wasser bestehen. Der Ort wurde 1775 eine eigenständige Kirchengemeinde. Hyvinkää gehörte bis 1917 zu Nurmijärvi.
Die Gemeinde hat vier Siedlungszentren: Das größte Dorf ist Klaukkala mit 17.300 Einwohnern, dann das Kirchendorf Nurmijärvi mit 7400 Einwohnern, Rajamäki mit 6500 Einwohnern und Röykkä mit 1600 Einwohnern.

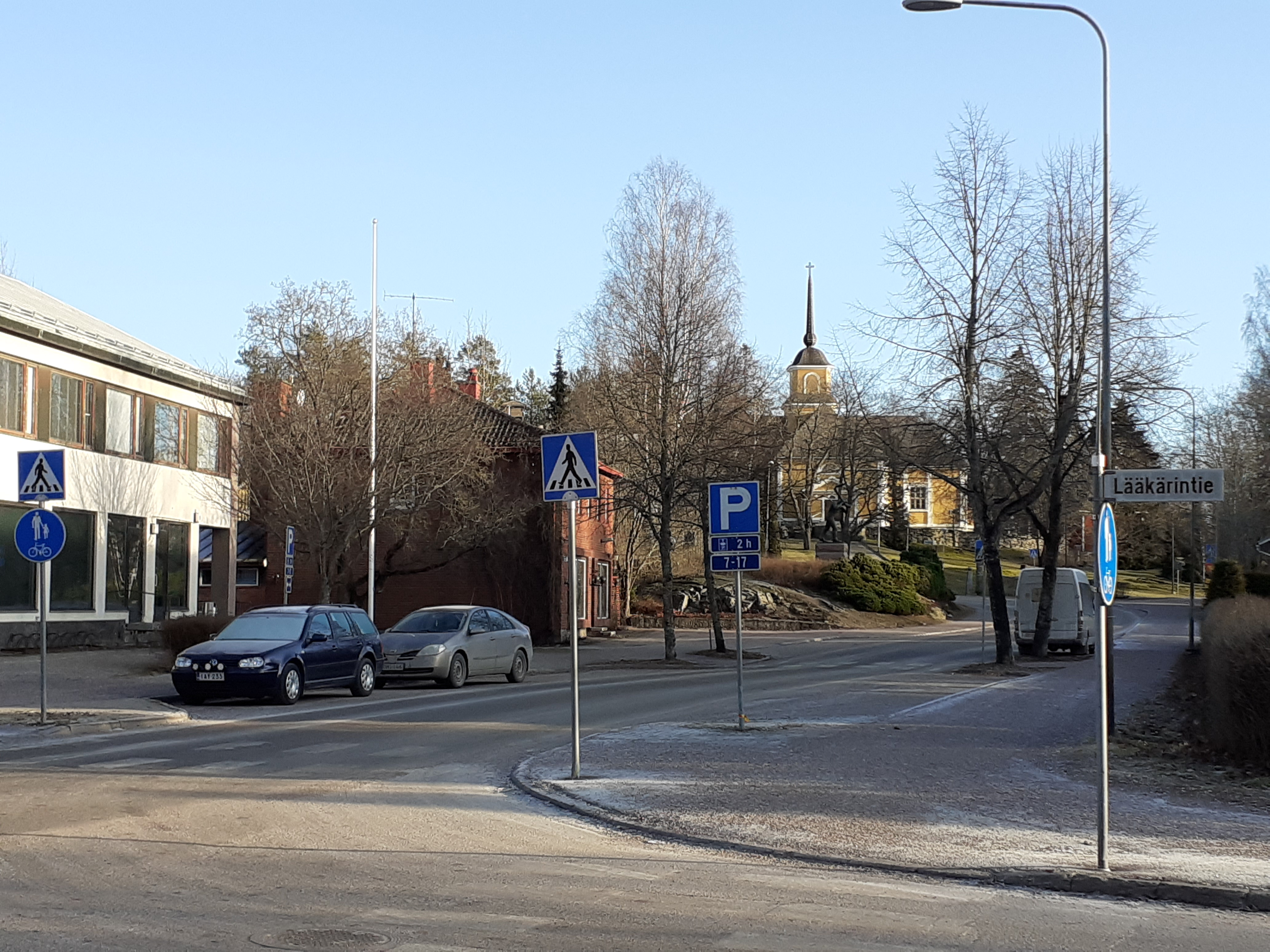
Das Zentrum von Nurmijärvi

Der Ort wurde nach dem ehemaligen See Nurmijärvi benannt. Dieser lag in der Mitte der Gemeinde; er wurde zwischen den 1920er und den 1950er Jahren zur Ackerlandgewinnung trockengelegt. 
Nurmijärvi ist Geburtsort des Schriftstellers Aleksis Kivi. An seinen Roman Die sieben Brüder erinnert das Wappen der Gemeinde.
Bevölkerungsentwicklung
Die Entwicklung der Einwohnerzahl von Nurmijärvi:
| Jahr | Einwohner |
| 1980 | 22.115    |
| 1985 | 24.696    |
| 1990 | 28.129    |
| 1995 | 30.014    |

| Jahr | Einwohner |
| 2000 | 33.104    |
| 2005 | 37.391    |
| 2010 | 39.937    |
| 2012 | 40.719    |

## Persönlichkeiten
- Aleksis Kivi (1834–1872), finnischer Nationaldichter
- Hjalmar Linder (1862–1921), Kammerherr, Baron, Parlamentsabgeordneter, Philanthrop, Großgrundbesitzer und Geldgeber
- Timo Tolkki (* 1966), Metal-Musiker
- Pikku G (* 1987), Rapper
- Jesse Krohn (* 1990), Autorennfahrer
- Riikka Honkanen (* 1998), Skirennläuferin
- Oona Sevenius (* 2004), Fußballspielerin